# 요코하마 카레 뮤지엄

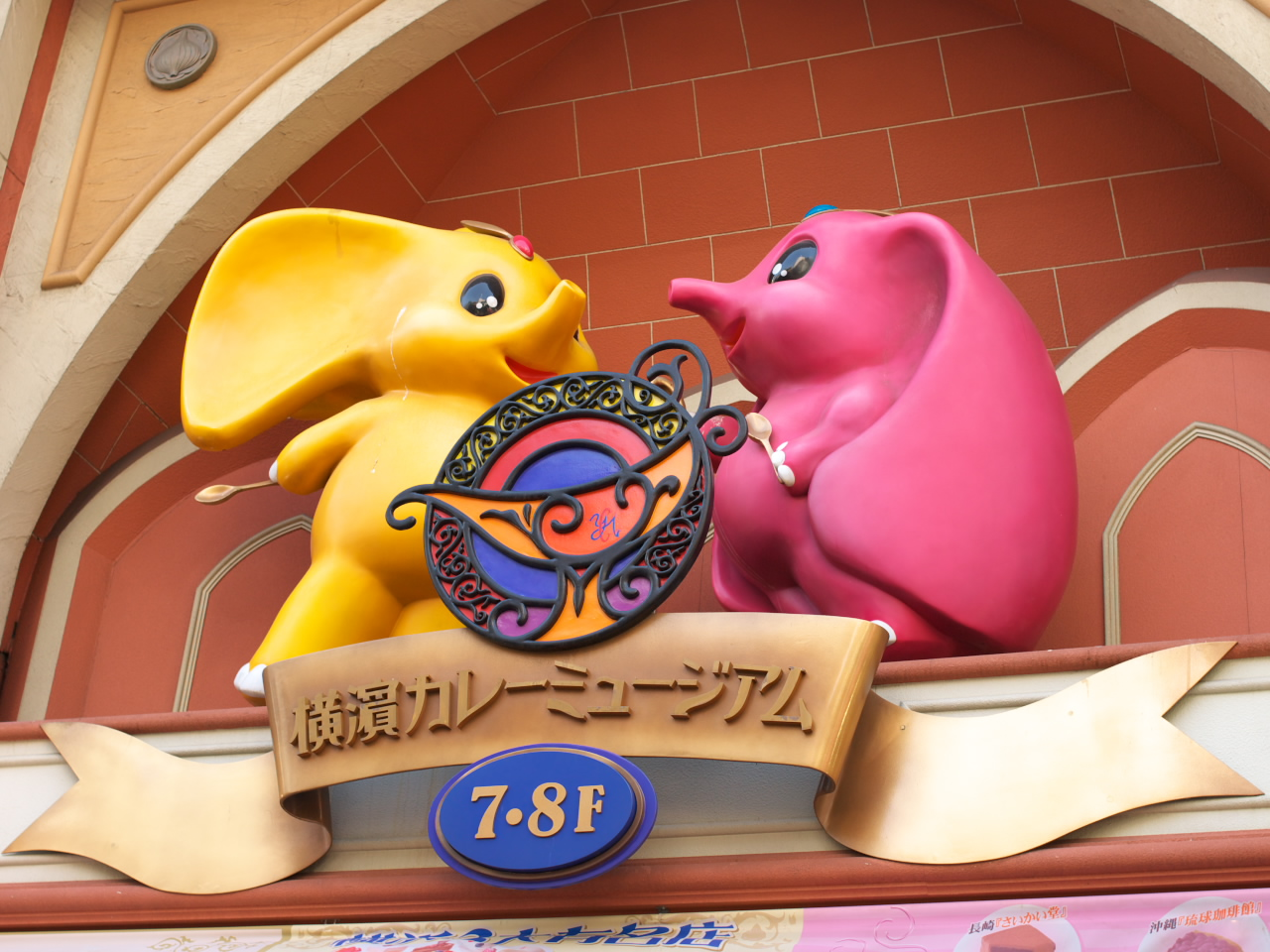
요코하마 카레 뮤지엄 입구

요코하마 카레 뮤지엄(일본어: 横濱カレーミュージアム)는 요코하마시 나카구에 위치한 테마파크이다. 2001년 1월 26일 오픈하고 2007년 3월 31일 폐관했다.

## 상세
일본 전국의 개성적인 카레 식당을 한 곳에 집결시킨다는 취지로 문을 연 요리 테마파크로, 1994년에 개관한 신요코하마 라멘 박물관의 컨셉을 뒤쫓아 모방하였다. 남코 난자타운과 비슷한 분위기이면서, 박물관 내부 곳곳에 닿으면 소리가 울리거나 진동하는 등의 특수효과가 설치되어 있었으며, 이를 찾아다니는 어트랙션도 있었다.
박물관 내에는 카레 식당 외에도 카레와 관련된 전시품들이 있었는데 예컨대 향신료 샘플이라든지, 에스비 식품, 하우스 식품, 오츠카 식품등이 쓰던 에나멜 간판 등이 전시되어 있었다. 카레가루, 카레 루, 레토르트 카레 같은 제품의 오래된 TV 광고를 보여주는 전시실도 있었다.
2001년 개관 당시 명예 박물관장은 푸드파이터 오노 가즈히로였으며, 2003년에 리뉴얼되면서 오노가 명예관장 자리에서 물러나고 프로듀서 이노우에 다케시쿠가 담당자를 맡게 되었다. 이때부터 카레가게 외에 푸드코트가 신설되면서 카레 우동이나 카레 야키소바 등을 팔았다. 그 대신 놀고 즐기는 요소는 거의 사라지게 되었다.

### 건물
2001년 옛 마루이 이세자키관 건물의 7-8층에 카레 뮤지엄이 위치하였으며, 1-6층에는 같은 회사 계열의 파칭코 센터인 PIA가 오픈하였다. 파칭코 센터는 2010년 기준으로도 영업 중에 있었다.
박물관의 입구는 인도풍으로 꾸며졌으며, 박물관 내부 곳곳에는 박물관의 마스코트 타메릭 군과 쿠민 짱의 모형이 설치되어 있었다. 실내는 요코하마 항의 풍경으로 여객선 갑판과 옛 요코하마 시가 이어지는 구조였다.

## 같이 보기
- 일본 카레
- 신요코하마 라멘 박물관

## 참고 문헌
- 『カレー放浪記』 小野員裕、創森社、2006年3月.ISBN 978-4883401963